# Бражник Іван Андрійович
Іван Андрійович Бражник (16 жовтня 1897, Гринцеве, Лебединський район — 27 квітня 1965, Київ) — радянський спортсмен, тренер та педагог зі спортивної гімнастики; Заслужений майстер спорту СРСР (1940), Заслужений тренер СРСР (1956). Суддя всесоюзної категорії (1937).

## Біографія
Народився 16 жовтня (4 жовтня за старим стилем) 1897 року у селі Гринцеве, нині Лебединського району Сумської області України.
У 1923 році закінчив у Києві Вищі курси інструкторів зі спорту та допризовної фізичної підготовки. Займався спортом, був переможцем та призером змагань з гімнастики на першостях Української РСР, а також переможцем легкоатлетичних змагань на Спартакіадах Харківської губернії (1-е місце зі стрибків у довжину 1924 року).
У 1926 році закінчив Військово-педагогічний інститут у Москві. Працював викладачем у середніх школах та інструктором у спортивних клубах міста Суми; викладачем Харківського медичного інституту (1927-1931); старшим викладачем (1931-1935) та завідувачем кафедри (1936-1941, доцент з 1939 року) Харківського інституту фізичної культури.
І. А. Бражник був учасником Великої Вітчизняної війни.
Після її закінчення працював завідувачем (1944—1962) та доцентом (1963—1964) кафедри гімнастики Київського інституту фізичної культури. Одночасно у 1945—1962 роках був головою Федерації гімнастики України.
Іван Бражник — один із організаторів розвитку спортивної та мистецької гімнастики в Україні. В 1936—1938 рр. підготував команду гімнастів Української РСР, яка двічі перемагала на першостях СРСР. Зробив внесок у виховання плеяди видатних гімнастів Радянського Союзу — Н. Бочарової, Л. Латиніної, П. Астахової, Олени Бірюк, Б. Шахліна, Ю. Титова та інших.
Помер 27 квітня 1965 року у Києві. Батько Володимира Бражника — майстра спорту, кандидата педагогічних наук.